# تپه داش آتن
تپه داش آتن مربوط به سده‌های اولیه دوران‌های تاریخی پس از اسلام است و در شهرستان زنجان، بخش مرکزی، روستای بولاماجی واقع شده و این اثر در تاریخ ۱۰ خرداد ۱۳۸۲ با شمارهٔ ثبت ۸۷۶۵ به‌عنوان یکی از آثار ملی ایران به ثبت رسیده‌است.